# Halit Balamir
Halit Balamir (n. 1922, Gümüşhane, Provincia Gümüşhane, Turcia – d. 2 martie 2009, Ankara, Ankara (il), Turcia) a fost un luptător ce a reprezentat Turcia, medaliat olimpic. A participat la o ediție a Jocurilor Olimpice (1948) în care a câștigat o medalie de argint.

## Participări
Lista de mai jos prezintă principalele competiții la care a participat Halit Balamir de-a lungul carierei.
- wrestling at the 1948 Summer Olympics – men's freestyle flyweight[*]